# 恩里科·巴尔巴拉内利
恩里科·巴尔巴拉内利（義大利語：Enrico Barbaranelli，1968年5月24日—），意大利男子赛艇运动员。他曾代表意大利参加世界赛艇锦标赛，获得四枚金牌和三枚铜牌，均来自男子轻量级八人单桨有舵手项目。